# Подолання (фільм)
«Подолання» — радянський художній фільм 1982 року, знятий режисерами Миколою Літусом і Іваном Симоненком на Кіностудії ім. О. Довженка.
Прем'єра фільму відбулася 22 квітня 1984 року. Фільм подивилися 3,1 млн глядачів.

## Сюжет
Заснований на документальному матеріалі фільм розповідає про одну з перших операцій українських чекістів з ліквідації Куренівського заколоту, придушеного влітку 1919 року. Героїня фільму — Ірина Олександрівна Кабардіна, дочка відомого кіннозаводчика графа Кабардіна, який співчуває більшовикам, і племінниця княгині Урусової, найжорстокішого ворога Радянської влади, — проходить важкий шлях моральних пошуків і зрештою стає найактивнішою співробітницею ЧК.

## У ролях
- Єлизавета Дєдова — Ірина Олександрівна Кабардіна, графиня
- Борис Токарєв — Андрій Віталійович Захарчук, комісар
- Айварс Сіліньш — Мартін Янович Лацис
- Володимир Талашко — Федір Тимофійович Фомін
- Борис Соколов — Владислав Костянтинович Лавров, полковник
- Людмила Сосюра — Анна Ігнатівна Урусова, княгиня
- Валерій Свищов — Арсеній Павлович Гур'єв, ротмістр
- Григорій Гладій — Валентин Сергійович Осінцев, поручик
- Михайло Голубович — Мирон, голова банди
- Лесь Сердюк — Іван Лукич Василенко, комісар
- Олександр Пашутін — фотограф
- Володимир Мишаков — Петров, генерал
- Віктор Черняков — Микола Федорович, «лисенький»
- Дмитро Миргородський — Філіппов
- Ігор Стариков — Немирко, полковник
- Костянтин Степанков — мітингувальник
- Дмитро Франько — Матвійович, камердинер Кабардіних
- Сергій Дворецький — гість Урусової
- Олександр Дубович — епізод
- Михайло Ігнатов — прапорщик
- Марія Капніст — Амалі, гостя Урусової
- Валентин Кобас — гість Урусової
- Сергій Кулініч — епізод
- Сергій Казберов — гість Урусової
- Ніна Кобеляцька — циганка
- І. Калінін — епізод
- Віктор Мірошниченко — знайомий Фадеїча
- Н. Осипова — Марія Микитівна
- Федір Панасенко — Фадеїч
- Сергій Пономаренко — Федя, підручний Осінцева
- Анатолій Переверзєв — епізод
- Юрій Рибальченко — епізод
- Анатолій Соколовський — Ситін, підручний Осінцева
- Антон Доценко — підручний Лаврова
- А. Лапа — епізод
- Микола Ковтуненко — епізод
- Микола Малашенко — епізод
- Анатолій Бєлий — епізод

## Знімальна група
- Режисери — Микола Літус, Іван Симоненко
- Сценарист — Михайло Канюка
- Оператори — Валерій Анісімов, Василь Трушковський
- Композитор — Ігор Поклад
- Художник — В'ячеслав Єршов